# Opistophthalmus schlechteri
Espèce
Opistophthalmus schlechteri est une espèce de scorpions de la famille des Scorpionidae.

## Distribution
Cette espèce est endémique du Cap-du-Nord en Afrique du Sud.

## Description
Le mâle holotype mesure 63 mm.

## Étymologie
Cette espèce est nommée en l'honneur de Max Schlechter.

## Publication originale
- Purcell, 1898 : Descriptions of new South African scorpions in the collection of the South African Museum. Annals of the South African Museum, vol. 1, p. 1–32 (texte intégral).